# کنتاکت

کنتاکت :  کنتاکت اصلی (کنتاکت خشک) و کنتاکت تکثیرشده،
کنتاکت به معنی اتصال می‌باشد و در اصطلاح برق به مفهوم یک اتصال الکتریکی است یک کلید قطع و وصل معمولی دارای حداقل یک کنتاکت می‌باشد . در صنعت برق کلیدهایی با تعداد کنتاکتهای بیش از یک عدد وجود دارد که می‌توانند به‌طور هم زمان چند مسیر جریان الکتریکی را قطع و یا وصل نمایند.
انواع کنتاکت : کنتاکت‌ها به دو نوع باز و بسته (در حالت عادی) تقسیم بندی می‌شوند که اصطلاحا نرمال اپن/کلوز (normal open/close)  نامیده می‌شوند.
کنتاکت خشک : اصطلاح کنتاکت خشک در برق برای کنتاکتهای اصلی و غیر تکثیر شده استفاده می شود و در محلهایی که اهمیت فیدبک ها مهم باشد و فیدبک غیرواقعی ضررهایی برای سیستم ایجاد کند حتما از نوع کنتاکت اصلی استفاده می شود و نحوه تست آن نیز با قطع ولتاژ تغذیه و بررسی صحت عملکرد آن صورت می گیردو این کار در دو حالت باید تست گردد.
از طرفی کنتاکت می‌تواند اصلی یا تکثیر شده باشد که نوع اصلی خود به دو نوع مکانیکی و الکتریکی قابل تقسیم است و نوع تکثیر شده، که با استفاده از رله‌های کمکی تکثیر شده و افزایش می یابند.
کنتاکت‌های اصلی مکانیکی مانند کنتاکت میکروسوییچ ها، پوش باتن‌ها و کلیدهای چرخان و...  می باشند که به صورت مکانیکی تحریک می‌شوند، و قطع یا وصل تغذیه الکتریکی در آن تأثیری ندارد.
کنتاکت اصلی الکتریکی کنتاکت اصلی رله‌ها و تجهیزات الکتریکی می‌باشد (مانند رله‌های حفاظتی و کنتاکتورها و ... ) که این کنتاکت‌ها با  قطع تغذیه تجهیزات مذکور پایدار نیستندو در واقع با قطع جریان الکتریکی ممکن است عکس نقش مورد نظر را داشته باشند .
کنتاکت تکثیر شده :این نوع کنتاکت از تکثیر دو نوع کنتاکت اصلی مکانیکی یا الکتریکی ایجاد می‌شوند و قابلیت اطمینان زیادی ندارند و در صورت قطع تغذیه رله تکثیرکننده ناپایدار هستند ، امنیت این کنتاکت‌ها از نوع اصلی الکتریکی نیز کمتر است البته در صورتی‌که کنتاکت مکانیکی تکثیر شود قابلیت اطمینان بالاتری نسبت به کنتاکت تکثیر شده الکتریکی دارد.
ضمنا انواعی از کنتاکت اصلی نیز هستند که با نور، ارتعاش ، دما و ... تحریک می‌شوند که به این کنتاکت‌ها نیز می‌توان کنتاکت اصلی گفت.
1. ↑  محمودی. پارامتر |عنوان= یا |title= ناموجود یا خالی (کمک)